# 1955
- Wikisource

| Calendário gregoriano                                                        | 1955 MCMLV                          |
| Ab urbe condita                                                              | 2708                                |
| Calendário arménio                                                           | 1404 – 1405                         |
| Calendário bahá'í                                                            | 111 – 112                           |
| Calendário budista                                                           | 2499                                |
| Calendário chinês                                                            | 4651 – 4652 Início a 24 de janeiro  |
| Calendário copta                                                             | 1671 – 1672                         |
| Calendário etíope                                                            | 1947 – 1948                         |
| Calendários hindus - Vikram Samvat - Calendário nacional indiano - Cáli Iuga | 2010 – 2011 1876 – 1877 5055 – 5056 |
| Calendário Holoceno                                                          | 11955                               |
| Calendário islâmico                                                          | 1375 – 1376                         |
| Calendário judaico                                                           | 5715 – 5716 Início a 17 de setembro |
| Calendário persa                                                             | 1333 – 1334 Início a 22 de março    |
| Calendário rúnico                                                            | 2205                                |
| Calendário solar tailandês                                                   | 2498                                |

1955 (MCMLV, na numeração romana) foi um ano comum do século XX que começou num sábado, segundo o calendário gregoriano. A sua letra dominical foi B. A terça-feira de Carnaval ocorreu a 22 de fevereiro e o domingo de Páscoa a 10 de abril. Segundo o horóscopo chinês, foi o ano da Cabra, começando a 24 de janeiro.

| Evento                                                   | Data            | Hora  |
| -------------------------------------------------------- | --------------- | ----- |
| Aquário                                                  | 20 de janeiro   | 20:02 |
| Peixes                                                   | 19 de fevereiro | 10:19 |
| primavera no hemisfério norte e outono no hemisfério sul |                 |       |
| Carneiro/equinócio                                       | 21 de março     | 09:36 |
| Touro                                                    | 20 de abril     | 20:58 |
| Gémeos                                                   | 21 de maio      | 20:25 |
| verão no hemisfério norte e inverno no hemisfério Sul    |                 |       |
| Caranguejo/solstício                                     | 22 de junho     | 04:32 |
| Leão                                                     | 23 de julho     | 15:25 |
| Virgem                                                   | 23 de agosto    | 22:19 |
| Outono no Hemisfério Norte e Primavera no Hemisfério Sul |                 |       |
| Balança/equinócio                                        | 23 de setembro  | 19:41 |
| Escorpião                                                | 24 de outubro   | 04:44 |
| Sagitário                                                | 23 de novembro  | 02:01 |
| inverno no hemisfério norte e verão no hemisfério sul    |                 |       |
| Capricórnio/solstício                                    | 22 de dezembro  | 15:11 |

| UTC: Portugal Continental, Madeira, Guiné-Bissau e São Tomé e Príncipe Subtrair (-): 1 h nos Açores e Cabo Verde 2 h nas Ilhas oceânicas brasileiras 3 h em Brasília, em Goiás, na Amazônia Oriental Brasileira e no nordeste, sudeste e sul brasileiros 4 h na Amazônia Ocidental Brasileira, Mato Grosso e Mato Grosso do Sul 5 h no Acre e sudoeste do Amazonas Adicionar (+): 1 h em Angola e Guiné Equatorial 2 h em Moçambique 8 h em Macau 9 h em Timor-Leste. |
| Adicionar uma hora durante a vigência do horário de verão: Portugal Continental : De 3 de abril a 2 de outubro de 1955 |

| Ano completo                   |
| ------------------------------ |
| Ano comum com início ao sábado |

## Eventos
- Primeira Crise do Estreito de Taiwan termina com retirada da República Popular da China com a República da China.
- A Guerra Civil Cipriota começa.

### Janeiro
- 28 de janeiro - fundação do município de Giruá-RS.

### Fevereiro
- 18 de fevereiro - fundação do município de Ipixuna (Amazonas).

### Março
- 8 de março - Início das transmissões da Tv Rio Fundada por João Batista do Amaral.
- 13 de março - Início dos Jogos Pan-Americanos de 1955 com o México sendo o país anfitrião.
- 22 de março - A Seleção Argentina de Futebol vence na categoria de Futebol nos Jogos Pan-Americanos de 1955 e defende o título.
- 30 de março - A Seleção Argentina de Futebol é campeã do Campeonato Sul-Americano de Futebol de 1955.

### Maio
- 14 de maio - O Pacto de Varsóvia é criado para combater a OTAN.
- 15 de maio - O Tratado do Estado Austríaco é assinado pelos ministros das relações exteriores do Reino Unido, da França, dos Estados Unidos, da União Soviética e da Áustria, após a assinatura do tratado a Áustria recebia sua independência e soberania.
- 30 de maio - O Campeonato Paulista de Futebol de 1955 começa.

### Junho
- 11 de junho - Tragédia de Le Mans em 1955 mata 82 pessoas, no maior acidente da história do automobilismo.
- 16 de junho - O massacre do Bombardeio da Praça de Maio ocorre na capital da Argentina, Buenos Aires.

### Agosto
- O São Paulo é campeão da Pequena Taça do Mundo de 1955 tendo como o Valencia, da Espanha, como vice-campeão.
- 20 de agosto - Cernache do Bonjardim é elevada a vila pelo decreto n.º 40 291.

### Setembro
- A primeira edição da Taça dos Clubes Campeões Europeus de 1955–56 é realizada.
- 6 de setembro - Pogrom de Istambul começa sendo dirigido especialmente contra a minoria grega em Istambul.
- 7 de setembro - O Pogrom de Istambul termina com treze a 17 mortos; aumento da fuga de gregos étnicos da Turquia.
- 16 de setembro - Revolução Libertadora começa e termina no mesmo dia com o governo peronista derrubado e Eduardo Lonardi se torna o novo Chefe de Estado.
- 30 de setembro- O ator estadunidense James Dean, morre aos 24 anos devido a um acidente automobilístico.

### Outubro
- 3 de outubro - Juscelino Kubitschek é eleito presidente do Brasil.

### Novembro
- 1 de novembro - Início da Guerra do Vietname.

### Dezembro
- 1 de dezembro - O Boicote aos ônibus de Montgomery começa.
- 19 de dezembro - são criados os municípios amazonenses de Atalaia do Norte, Autazes, Careiro, Envira, Japurá, Juruá, Jutaí, Maraã, Nova Olinda do Norte, Novo Aripuanã e Tapauá.
- 22 de dezembro - Fundação do DIEESE (Departamento Intersindical de Estatística e Estudos Socioeconômicos do Brasil).

## Nascimentos
- 6 de janeiro - Rowan Atkinson, comediante britânico.
- 28 de janeiro - Nicolas Sarkozy, presidente da França de 2007 a 2012.[1]
- 24 de fevereiro
  - Alain Prost, automobilista francês.[2]
  - Steve Jobs, cofundador, presidente e diretor executivo da Apple Inc. (m. 2011)
- 12 de março - Wang Yang, político chinês.
- 21 de março - Jair Bolsonaro, 38° presidente do Brasil
- 22 de março - Valdis Zatlers, presidente da Letónia de 2007 a 2011.
- 24 de março - Celâl Şengör, geólogo turco
- 25 de março - Ye Soo-jung, atriz sul-coreana
- 10 de maio - Mark Chapman, criminoso estadunidense.
- 23 de junho - Glenn Danzig, músico estadunidense.
- 30 de junho - Luís Santos, enxadrista português.
- 1 de julho - Li Keqiang, Primeiro-ministro da China de 2013 a 2023 (m. 2023).
- 3 de julho - Edson Gomes, cantor, compositor de reggae brasileiro.
- 5 de julho - Mia Couto, escritor e biólogo moçambicano.
- 17 de julho - Paulo Rubem Santiago, professor e político brasileiro.
- 20 de julho - Romero Lubambo, violonista, guitarrista, arranjador e compositor brasileiro.
- 14 de setembro - Papa Leão XIV.
- 18 de outubro - Jean-Marc Savelli, pianista francês
- 28 de outubro - Bill Gates, programador, filantropo, magnata, co-fundador e presidente da Microsoft.
- 5 de dezembro - Dumitru Găleșanu, escritor, poeta-filósofo, ilustrador e jurista Romeno.

## Mortes

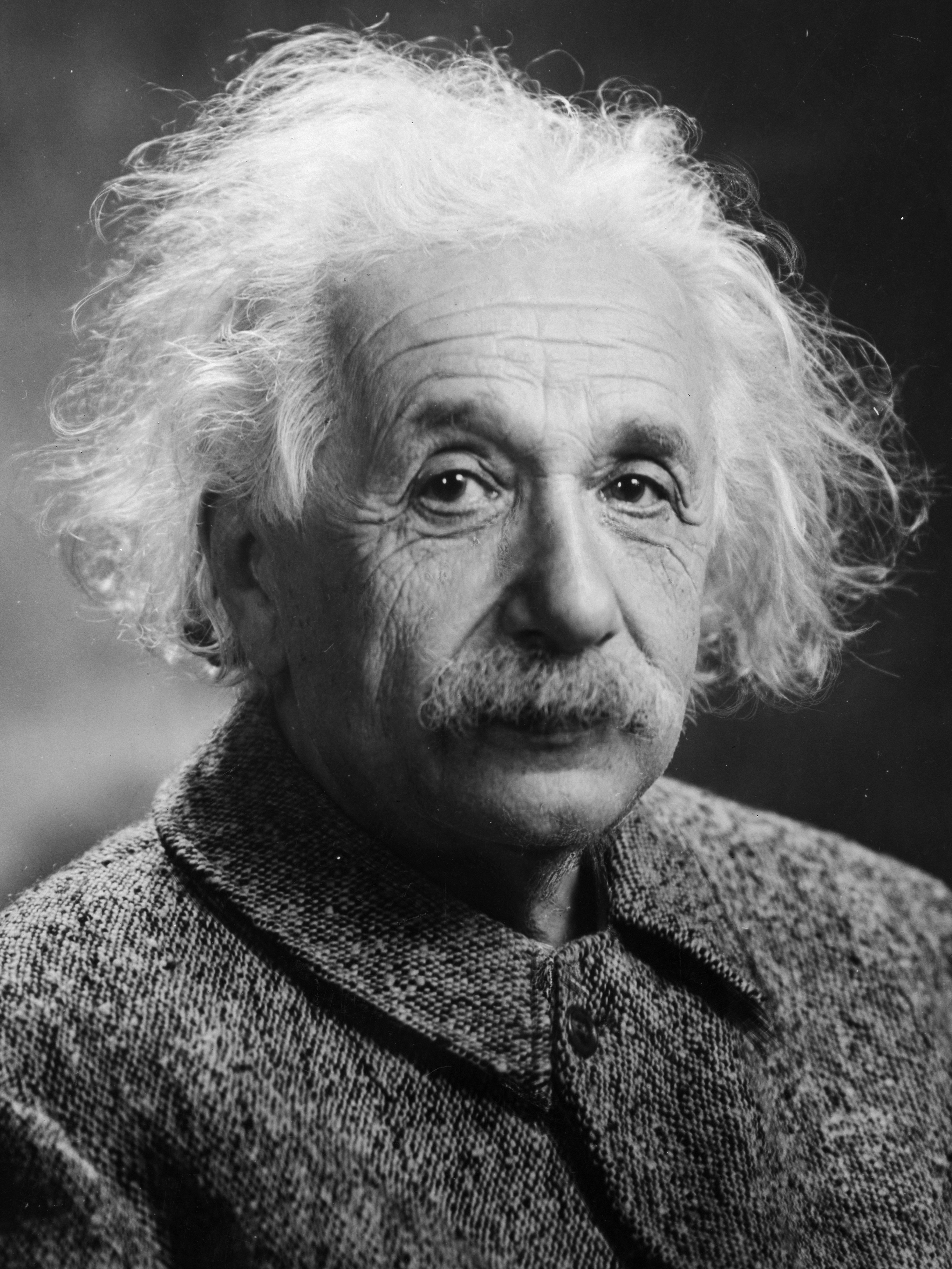
Albert Einstein, (1879-1955).

- 10 de fevereiro - Mokiti Okada, fundador da Igreja Messiânica Mundial (n. 1882).
- 23 de março - Arthur da Silva Bernardes, 12° Presidente do Brasil de 1922 a 1926 (n. 1875).[3]
- 18 de abril - Albert Einstein, físico alemão (n. 1879)[4]
- 26 de maio - Alberto Ascari, piloto italiano de fórmula 1 (n. 1918)[5]
- 9 de julho - Adolfo de la Huerta, presidente interino do México em 1920 (n. 1881).
- 5 de agosto - Carmen Miranda, cantora e atriz luso-brasileira (n. 1909).
- 28 de agosto - Emmett Louis Till, garoto afro-americano assassinado (n. 1941).
- 30 de setembro - James Dean, ator estadunidense (n. 1931).
- 13 de outubro - Manuel Ávila Camacho, presidente do México de 1940 a 1946 (n. 1897).
- 24 de outubro
  - A. R. Radcliffe-Brown, antropólogo social britânico que desenvolveu o funcionalismo estrutural (n. 1881).[6]
  - Elspeth Dudgeon, atriz escocesa (n. 1871).

## Prémio Nobel
- Física - Willis Eugene Lamb,[7] Polykarp Kusch[7]
- Química - Vincent du Vigneaud[8]
- Medicina - Axel Hugo Theodor Theorell[9]
- Literatura - Halldór Laxness[10]
- Paz - não atribuído -

## Epacta e idade da Lua
| Epacta gregoriana | 10 (X)  |
| Idade da Lua      | Letra l |

## Por tema
- 1955 na arte
- 1955 no Brasil
- 1955 no carnaval
- 1955 na ciência
- 1955 no cinema
- 1955 no desporto
- 1955 na informática
- 1955 no jornalismo
- 1955 na literatura
- 1955 na música
- 1955 na política
- 1955 na rádio
- 1955 no teatro
- 1955 na televisão